# Kalt ist der Abendhauch
Kalt ist der Abendhauch ist ein 1996 erschienener Kriminalroman von Ingrid Noll. 

## Inhalt
Die 83-jährige Charlotte bekommt überraschend Besuch von ihrem Schwager Hugo, mit dem sie ein vor der Familie über Jahrzehnte verborgenes Geheimnis teilt: Charlottes im Zweiten Weltkrieg gefallen geglaubter Mann Bernhard stand 1947 plötzlich vor ihrem Haus, wollte aufgenommen werden und verlangte Sex. Sie stieß ihn entsetzt zurück, dabei verletzte sich dieser tödlich. Hugo, mit dem sie ein  Verhältnis hatte und in den sie schon seit ihrer Jugend verliebt war, mauerte die Leiche im Keller des Hauses ein. Nachdem Charlotte mit dem gutmütigen Rheinländer Anton eine Onkelehe eingegangen war, trafen sich Hugo und Charlotte zu heimlichen Schäferstündchen in Frankfurt, wo Hugo als Buchhändler lebte. Der Kontakt brach ab, als Hugo sich entschloss, mehr für seine an Multipler Sklerose erkrankte Frau, Charlottes Schwester Ida, und die gemeinsame Tochter Heidemarie da zu sein. Nach der Wiederbegegnung im Alter gesteht Charlotte der Familie, dass Hugo der bislang verheimlichte Vater ihrer jüngsten Tochter Regine ist. Es kommt zu einer großen Familienversöhnung; auch das Geheimnis um den im Keller vergrabenen Bernhard wird gelüftet, er wird in einem Garten heimlich beigesetzt. Am Ende will Hugo bei Charlotte einziehen, sie aber zieht es vor, ihn im Altersheim zu besuchen. Alleine fühlt sie sich am wohlsten.
Außerdem werden weitere pikante Geheimnisse aus Charlottes Familie gelüftet: das des transsexuellen Bruders, der mordenden Enkelin aus Italien und Charlottes jüngerer Schwester Alice sind nur einige aus einem Ring von Schicksalen.
Der Roman spielt weitgehend in Darmstadt.

## Titel
Der Titel greift die Zeile „Kalt ist der Abendhauch“ aus dem Gedicht Der Mond ist aufgegangen von Matthias Claudius auf.

## Ausgaben
- Erstausgabe: Ingrid Noll: Kalt ist der Abendhauch. Roman. Diogenes Verlag, Zürich 1996, ISBN 978-3-257-06115-4.[Anm. 1]
- Taschenbuchausgabe: Ingrid Noll: Kalt ist der Abendhauch. (= Diogenes-Taschenbuch 23023). Roman. Diogenes Verlag, Zürich 1996, ISBN 978-3-257-23023-9.

## Verfilmung
Im Jahr 2000 setzte Regisseur Rainer Kaufmann die Romanvorlage um in den gleichnamigen Spielfilm von 124 Minuten Länge. Dabei übernahm Fritzi Haberlandt die Rolle der jungen Charlotte, während Gisela Trowe die gealterte Protagonistin darstellt. Weitere Mitwirkende sind August Diehl, Georgia Stahl, André Hennicke, sowie in Nebenrollen Heinz Bennent, Vadim Glowna, Gisela Schneeberger und Devid Striesow.